# Juan Cuveiro
Juan Cuveiro Piñol (La Coruña, 1821-Valladolid, 1906) fue un escritor y periodista español.

## Biografía
Nacido el 28 de mayo de 1821 en La Coruña, fue autor de un importante Diccionario gallego (Barcelona, 1876). Cultivó también el periodismo, siendo redactor de Las Musas del Lerez, el primer periódico de Pontevedra (1842), de La Distracción (1852) y de La Revista (1867-1868). Falleció en Valladolid el 13 de mayo de 1906.